# Diem

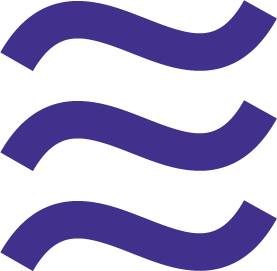
Diem (anteriormente conocida como Libra)

Diem (anteriormente conocida como Libra) fue una criptomoneda propuesta por el conglomerado de redes sociales estadounidense Meta. La noticia de la moneda se filtró por primera vez a mediados de junio, y se anunció formalmente bajo el nombre de "Libra" el 18 de junio de 2019. A principios de diciembre de 2020 la moneda fue rebautizada con el nombre de "Diem". El 31 de enero de 2022 se anunció su venta al banco Silvergate, que terminaría cerrando el 8 de marzo de 2023.  
Facebook había establecido anteriormente la Asociación Libra (actualmente Asociación Diem) para supervisar la moneda. Diem estuvo respaldada por activos financieros, incluidos títulos de deuda pública, en un intento por evitar la volatilidad. Tenía el fin de ser una divisa estable, es decir, una «stablecoin», y su valor estuvo vinculado al de divisas históricamente estables como el dólar estadounidense, la libra esterlina, el euro, el franco suizo y el yen. Contó con una aplicación denominada Novi (antes Calibra) que manejaba la cartera o la wallet propia de la moneda, sin embargo, esta cierra el 1 de septiembre de 2022.
Su blockchain se gestionó por software de código abierto.
Veintisiete socios estuvieron involucrados en el proyecto antes de los eventos de marzo de 2023, incluidos gestores de sistemas de comercio electrónico y transacciones por Internet, como Spotify, Shopify y Uber.
La ventaja de Facebook es que la plataforma dispone de un potencial de millones de usuarios mediante los programas de mensajería WhatsApp (1.500 millones de usuarios), Messenger (1.300 millones) e Instagram (1.000 millones).
El proyecto ha recibido críticas y la oposición de los bancos centrales.

## Críticas
- Protección de datos: los datos de usuario de las empresas que participan en la Asociación Diem podrían haber estar vinculados a los hábitos de compra y las transacciones financieras de los usuarios en todas las áreas de la vida en las que se utiliza Diem.[16]
- Con Diem se temían cambios de poder en la política monetaria. Los políticos republicanos y del Partido Demócrata en los Estados Unidos alrededor de Maxine Waters (miembro del comité de finanzas de la Cámara de Representantes de EE. UU.) Y el senador Sherrod Brown (miembro de alto rango del comité bancario del Senado de EE. UU.) pidieron que se pospusiera la introducción del proyecto inicial Libra. Según ellos, antes de que 2.400 millones de usuarios de Facebook tuvieran acceso a las monedas Libra, se requería una evaluación detallada de los riesgos asociados para el sistema financiero ya frágil. Las monedas complementarias que pueden usarse en todo el mundo, como una alternativa resistente a las fluctuaciones, podrían privar a los bancos centrales de su soberanía financiera sobre las monedas nacionales.[17]
- Dominio del mercado económico: los miembros fundadores iniciales de la Fundación Libra como Facebook, PayPal, Visa y MasterCard, Coinbase, Xapo, eBay, Uber y Spotify ya ocupan una posición casi completamente dominante en sus áreas de negocio. Coordinado en una red, este dominio del mercado se consolidaría significativamente.[18][19]